# Mark Popovic
Mark Popovic (* 11. Oktober 1982 in Stoney Creek, Ontario) ist ein ehemaliger kroatisch-kanadischer Eishockeyspieler, der im Verlauf seiner aktiven Karriere zwischen 1998 und 2017 unter anderem 81 Spiele für die Mighty Ducks of Anaheim und Atlanta Thrashers in der National Hockey League (NHL) auf der Position des Verteidigers bestritten hat. Darüber hinaus war Popovic fünf Spielzeiten in der Schweizer National League A (NLA) und der österreichischen Erste Bank Eishockey Liga (EBEL) aktiv.

## Karriere

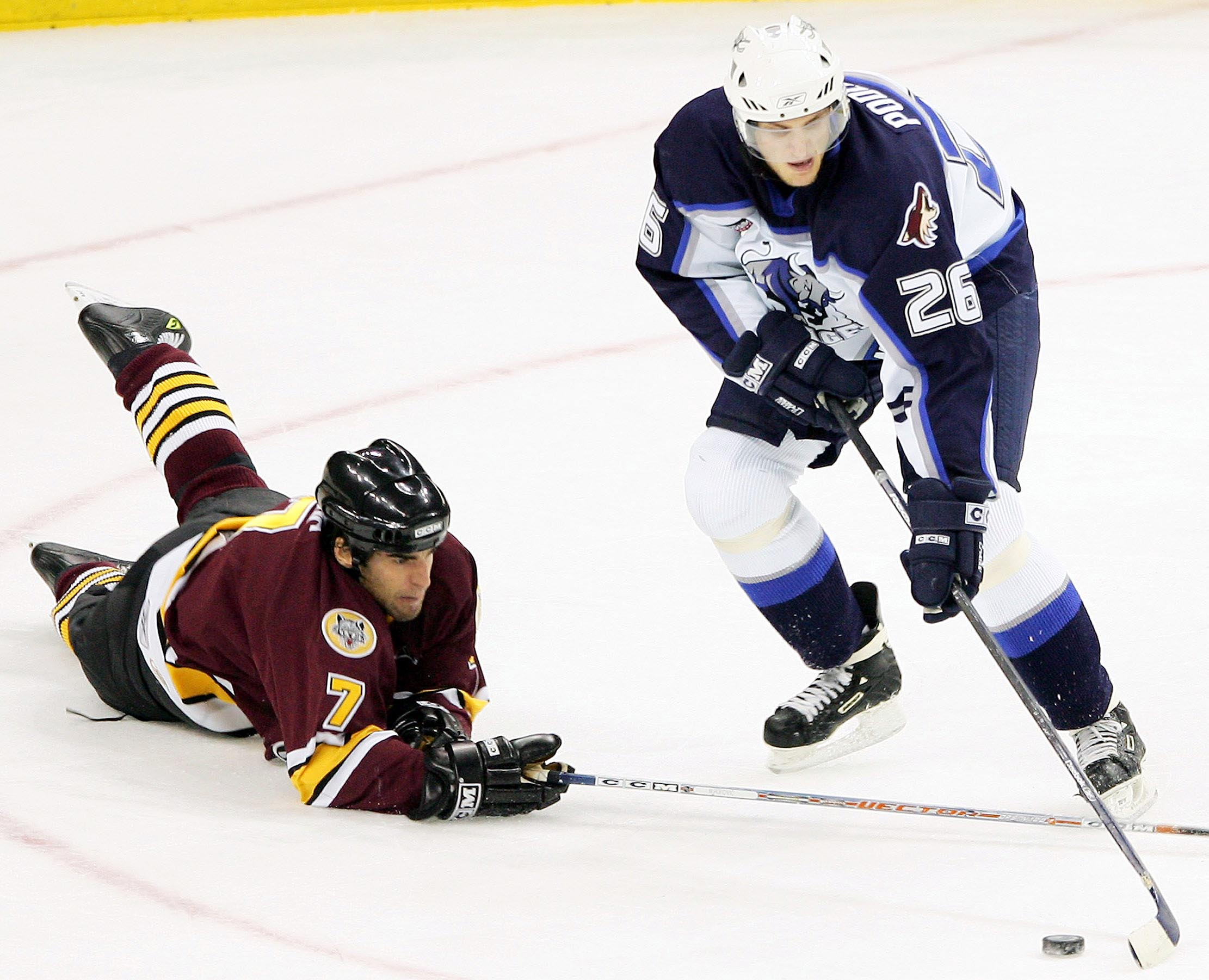
Popovic (links) im Trikot der Chicago Wolves (2005)

Mark Popovic begann seine Karriere als Eishockeyspieler bei den Toronto St. Michael’s Majors, für die er von 1998 bis 2002 in der kanadischen Juniorenliga Ontario Hockey League (OHL) aktiv war. In diesem Zeitraum wurde er im NHL Entry Draft 2001 in der zweiten Runde als insgesamt 35. Spieler von den Mighty Ducks of Anaheim ausgewählt, für die er in der Saison 2003/04 sein Debüt in der National Hockey League (NHL) gab. Dabei blieb er bei seinem einzigen Einsatz punkt- und straflos. Die restliche Zeit von 2002 bis 2005 verbrachte der Verteidiger bei Anaheims Farmteam, den Cincinnati Mighty Ducks, in der American Hockey League (AHL). 
Im August 2005 wurde Popovic im Tausch für Kip Brennan an die Atlanta Thrashers abgegeben. Nach zwei Spielzeiten, in denen er hauptsächlich für deren AHL-Farmteam, die Chicago Wolves, auf dem Eis stand, spielte der ehemalige Junioren-Nationalspieler in der Saison 2007/08 ausschließlich in der NHL für Atlanta. Dabei gab er zwei Vorlagen in 33 Spielen. Zur Saison 2008/09 wechselte der Kanadier zum SKA Sankt Petersburg aus der neugegründeten Kontinentalen Hockey-Liga (KHL), für die er in insgesamt 55 Spielen 22 Scorerpunkte erzielte. Da er weiterhin einen gültigen Vertrag bei den Thrashers besaß, kehrte der Linksschütze anschließend zu den Atlanta Thrashers in die NHL zurück.
Im September 2010 unterzeichnete der Defensivakteur beim HC Lugano in der Schweizer National League A (NLA). Am 18. November 2011 wechselte er innerhalb der NLA zu den SCL Tigers. Im März 2012 wurde sein Vertrag um eine Spielzeit bis zum Saisonende 2012/13 verlängert, in der er mit den Tigers die Liga-Relegation gegen den Lausanne HC verlor und das Team in die National League B (NLB) abstieg. Anschließend wurde Popovic vom KHL Medveščak Zagreb aus der KHL unter Vertrag genommen, für den er zwei Jahre lang in der KHL aktiv war. Im Juni 2015 wurde Popovic vom EC KAC aus der österreichischen Erste Bank Eishockey Liga (EBEL) verpflichtet. Nach der Saison 2016/17 entschied sich der Verteidiger, seine aktive Karriere im Alter von 34 Jahren zu beenden.

### International
Für Kanada nahm Popovic an den U20-Junioren-Weltmeisterschaften der Jahre 2001 und 2002 teil. Dabei gewann er eine Silber- und Bronzemedaille. In insgesamt 14 WM-Spielen bereitete er drei Tore vor.

## Erfolge und Auszeichnungen
- 2001 OHL Third All-Star Team
- 2002 OHL First All-Star Team
- 2002 CHL Third All-Star Team

### International
- 2001 Bronzemedaille bei der U20-Junioren-Weltmeisterschaft
- 2002 Silbermedaille bei der U20-Junioren-Weltmeisterschaft

## Karrierestatistik

### International
Vertrat Kanada bei:
- U20-Junioren-Weltmeisterschaft 2001
- U20-Junioren-Weltmeisterschaft 2002

(Legende zur Spielerstatistik: Sp oder GP = absolvierte Spiele; T oder G = erzielte Tore; V oder A = erzielte Assists; Pkt oder Pts = erzielte Scorerpunkte; SM oder PIM = erhaltene Strafminuten; +/− = Plus/Minus-Bilanz; PP = erzielte Überzahltore; SH = erzielte Unterzahltore; GW = erzielte Siegtore; 1 Play-downs/Relegation; Kursiv: Statistik nicht vollständig)